# Claudia Zaslavsky
Claudia Zaslavsky (Nueva York, 12 de enero de 1917 -  13 de enero de 2006) fue una educadora estadounidense especializada en el campo de las etnomatemáticas.

## Trayectoria
Zaslavsky nació el 12 de enero de 1917 en Nueva York y creció en Allentown, Pensilvania. Estudió matemáticas en el Hunter College y estadística en la Universidad de Míchigan, pero se vio obligada a dejar el trabajo a tiempo completo para cuidar de su familia durante la Segunda Guerra Mundial, mientras su esposo ingresó en el ejército.
Después de la guerra y después de que sus hijos crecieron, se convirtió en profesora privada de matemáticas en una escuela secundaria en Hartsdale, Nueva York. Después de mudarse a una escuela pública de integración racial, comenzó a aprender sobre la historia de las matemáticas en África, después de lo cual escribió el libro Africa Counts sobre las expresiones de las matemáticas en las diversas culturas africanas. Ella incorporó esas expresiones en el material de su aula con el fin de captar el interés de los estudiantes afroamericanos en sus clases. Tras su publicación continuó publicando artículos en revistas profesionales sobre matemáticas africanas, matemáticas multiculturales y educación matemática.
Uno de sus hijos, Alan Zaslavsky, se dedicó a la estadística y el otro, Thomas Zaslavsky, se convirtió en matemático. Murió de cáncer de páncreas el 13 de enero de 2006.

### Conjetura Zaslavsky
Zaslavsky interpretó el significado del hueso Ishango, que había sido hallado en 1960 en la localidad de Ishango, en las proximidades del Lago Eduardo. Ella planteó que las muescas en el hueso no representaran períodos lunares, como se había afirmado, sino ciclos menstruales. Esta interpretación implicaría que las primeras personas que registraron el pensamiento matemático fueron mujeres.

## Obra
- Africa Counts: Number and Pattern in African Cultures (Prindle, Weber, and Schmidt, 1973; 3rd ed., Chicago Review Press, 1999)
- Preparing Young Children for Math: A Book of Games (Schocken, 1979)
- Count On Your Fingers African Style (Thomas Y. Crowell, 1980)
- Math Comes Alive: Activities from Many Cultures (J. Weston Walch, 1987)
- Tic-Tac-Toe (Thomas Y. Crowell, 1982}
- Zero: Is it Something? is it Nothing? (Watts, 1989)
- Multicultural Mathematics: Interdisciplinary Cooperative-learning Activities, Gr. 6-9 (1993)
- Multicultural Math: Hands-On Math Activities from Around the World (Scholastic, 1994)
- Fear of Math: How to Get Over It and Get On With Your Life (Rutgers University Press, 1994)
- The Multicultural Math Classroom: Bringing in the World (Heinemann, 1996)
- Math Games and Activities from Around the World (Chicago Review Press, 1998)
- Number Sense and Nonsense: Building Math Creativity and Confidence Through Number Play (Chicago Review Press, 2001)
- More Math Games and Activities from Around the World (Chicago Review Press, 2003)